# Éditions Liber
Pour les articles homonymes, voir Liber.
 (septembre 2020).
Si vous disposez d'ouvrages ou d'articles de référence ou si vous connaissez des sites web de qualité traitant du thème abordé ici, merci de compléter l'article en donnant les références utiles à sa vérifiabilité et en les liant à la section « Notes et références ».
Les Éditions Liber sont[Depuis quand ?] une maison d'édition de Montréal (Québec) qui publient des essais de penseurs québécois en philosophie, en sciences humaines et en littérature. 
Giovanni Calabrese en est le fondateur et le directeur.

## Publications
Fondées en 1990, les éditions Liber publient des études et des essais en philosophie, en sciences humaines et en littérature. Depuis 2006, elles ont lancé une collection de poche, la «petite collection»; une collection de psychanalyse dirigée par Michel Peterson, «Voix psychanalytiques»; et, en collaboration avec la Fondation pour l'art brut et l'art thérapeutique du Québec, la collection «Les impatients», dirigée par Andrée Lajoie. Les Éditions Liber publient également des ouvrages de réflexion en éthique publique et biomédicale, ainsi que sur la pratique clinique en santé mentale.  

## Auteurs publiés par Liber
- Mathieu Arminjon
- Ariane Bazan
- Simon Beaudoin
- Pierre Bertrand
- Yves Boisvert
- François Charbonneau
- Michel Freitag
- Dominique Garand
- Robert Hébert
- Nicole Jetté-Soucy
- Patrick Lynes
- Jean-François Malherbe
- Lionel Meney
- Joël Monzée
- Lawrence Olivier
- Michel Peterson
- Rodrigue Tremblay
- Laurent-Michel Vacher